# نظريات الإمبريالية

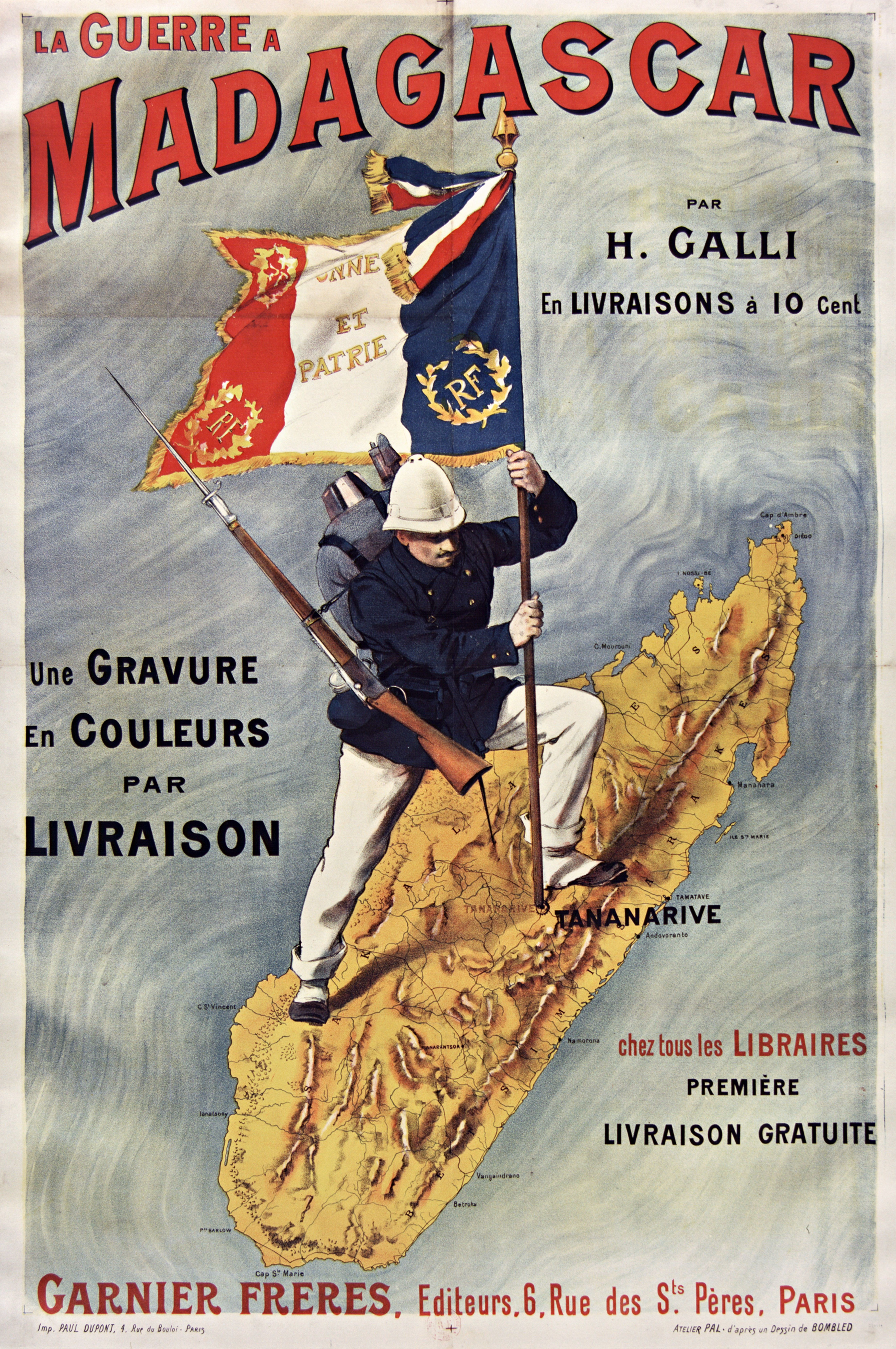
إحدى السمات المشتركة بين نظريات الإمبريالية هي أن الاستعمار ما هو إلا محاولة لتصدير القضايا الأوروبية إلى مناطق يُعتبر العنف والاستغلال فيها مقبولا أكثر.

تشير نظرية الإمبريالية إلى نطاق المقاربات النظرية المنطوية على كل من فهم توسع الرأسمالية نحو مجالات جديدة، والتنمية غير المتكافئة بين الدول المختلفة والأنظمة الاقتصادية التي تؤدي إلى هيمنة عدد من الدول على دول أخرى. يجب تفريق هذه النظريات عن الاستخدامات الأخرى لكلمة الإمبريالية التي تشير إلى الاتجاه العام للإمبراطوريات على مدار التاريخ في بحثتها عن السلطة والتوسعية. غالبًا ما ترتبط نظرية الإمبريالية مع الاقتصاد الماركسي، على الرغم من تطوير العديد من هذه النظريات بواسطة غير الماركسيين. تنطوي غالبية نظريات الإمبريالية، باستثناء الإمبريالية المتطرفة، على دور الاستغلال الإمبريالي في اندلاع الحروب، والاستعمار والتفاوت الاقتصادي بين الدول.

## مفاهيم عامة

### الأرباح الفائقة
تخلط الماركسية الأرثوذوكسية في بعض الأحيان بين الأرباح الفائقة والقيمة الفائضة الفائقة، التي تشير بدورها إلى أي أرباح أعلى من المتوسط في المؤسسة، بما في ذلك الأرباح المحرزة من خلال ميزة تكنولوجية معينة، أو إنتاجية أعلى من المتوسط أو إيجارات احتكارية. مع ذلك، عادة ما تشير الأرباح الفائقة في سياق الإمبريالية إلى أي أرباح مستخرجة من الدول المحيطة. في نظريات الإمبريالية المعنية بقصور الاستهلاك، تميل الأرباح الفائقة إلى التولد كأثر جانبي للجهود الرأسمالية المنصبة في تجنب الأزمات، بينما تمثل الأرباح الفائقة نفسها دافعًا للسياسات الإمبريالية في نظريات أخرى.

### قصور الاستهلاك
اتبعت نظريات عديدة في الإمبريالية، بدءًا هوبسون وصولًا إلى والرشتاين، نظرية أزمة قصور الاستهلاك. ينطوي الشكل الأساسي لهذه النظرية على أن التناقض المتأصل في الإنتاج الرأسمالي سبب في تجاوز العرض للطلب الفعال. يكمن التفسير الاعتيادي لكيفية تطور الإمبريالية جراء ذلك في أن الإنتاج المسرف والاستثمار المفرط بحاجة إلى منفذ ما، مثل الإنفاق العسكري، أو تصدير رأس المال أو تحفيز طلب المستهلك في الأسواق التابعة.
توجد درجة من الالتباس فيما يتعلق بموقف ماركس من قصور الاستهلاك، إذ قدم ماركس تصريحات مؤيدة للنظرية وأخرى معارضة لها. أشار الماركسيون المعارضون لقصور الاستهلاك، أمثال ميخائيل توجان بارانوفسكي وأنتوني بروير، إلى أن تفسير ماركس لميل معدل الربح نحو الانخفاض من شأنه إتاحة الفرصة أمام حل مشكلة الإنتاج المسرف من خلال الاستثمار في تصنيع الآلات المنتجة عوضًا عن السلع الاستهلاكية، وأن حدوث الأزمات عائد إلى انخفاض الربحية عوضًا عن انخفاض الاستهلاك. مع ذلك، رد كل من سويزي وهاري ماجدوف بأن هذا الحل مؤقت، إذ يستمر الاستهلاك في الانخفاض على المدى الطويل. زعم جون ويكس أن النقد السابق غير ضروري، واعتبر قصور الاستهلاك غير متوافق مع جوانب نظريات قيمة العمل بغض النظر. يعتقد الاقتصاديون غير الماركسيين عادة أن العرض المفرط في صناديق الاستثمار قابل للتراجع من تلقاء نفسه من خلال انخفاض أسعار الفائدة، وإلا يجب تراجع الإنتاج المسرف من خلال تحفيز الطلب الإجمالي.
نظرًا إلى الانتقادات الموجهة لنظرية قصور الاستهلاك من مختلف وجهات النظر الماركسية، إلى جانب استبدال النظريات الاقتصادية الكنزية والتقليدية المحدثة بها على نطاق واسع في الأوساط غير الماركسية، استُشهد بهذه النظرية مرارًا في نقد نظرية الإمبريالية ككل. مع ذلك، تنطوي النظريات البديلة على أن المنافسة، أو الحاجة الناتجة إلى الانتقال نحو مجالات عالية الربحية أو ببساطة الرغبة في رفع مستوى التجارة (وتحريض التبادل غير المتكافئ بالتالي) عبارة عن تفسيرات كافية للسياسات الإمبريالية والأرباح الفائقة.

### رأس المال الاحتكاري
يتفق معظم باحثي نظريات الإمبريالية على ارتباط الاحتكارات بطريقة أو بأخرى مع نمو الإمبريالية. تستخدم غالبية النظريات مصطلح «الاحتكار» بطريقة مختلفة عن الاستخدام التقليدي لهذه الكلمة. عوضًا عن الإشارة إلى السيطرة الكلية على عرض سلعة معينة، يشير الاحتكار إلى الاتجاه العام نحو الشركات الكبرى، التي تفوز بسهولة على منافسيها الأصغر داخل الدولة.
يشير «رأس المال الاحتكاري»، الذي يُطلق عليه في بعض الأحيان اسم «رأس المال المالي»، إلى نوع معين من رأس المال المتداول في هذه الشركات، التي تدمج بين وظائف رأس المال المالي (أو المصرفي) ورأس المال الصناعي. يمكن زيادة رأس المال هذا أو إقراضه من عدد لا نهائي من المصادر المختلفة، بالإضافة إلى إمكانية إعادة استثماره في دورة إنتاجية جديدة.
بالاستناد إلى النظرية، قد يُستخدم فرض الاحتكار للإشارة إلى كل من تكثيف المنافسة، أو قمعها أو قمعها على المستوى الوطني مع تكثيفها على المستوى العالمي. يؤدي كل مما سبق إلى السياسات الإمبريالية، إما بواسطة توسيع نطاق المنافسة لتضم المنافسة بين الكتل الدولية المختلفة، أو بواسطة القضاء على المنافسة للسماح بالتعاون الوطني أو بواسطة القضاء على المنافسة داخل المناطق الفقيرة المملوكة من الجهات المحتكرة إلى درجة قمع أي فرصة للتنمية في مثل هذه المناطق. بمجرد توسع نطاق الاحتكار، عادة ما تُفرض الاحتكارات لجمع الأرباح الفائقة بطريقة ما، مثل فرض التعريفات الجمركية، أو الحماية الجمركية أو الإيجارات الاحتكارية.
انتقد عدد من الباحثين استخدام مصطلح «الاحتكار» واعتبروه أمرًا مربكًا، مثل والرشتاين الذي يفضل استخدام مصطلح «شبه احتكار» للإشارة إلى مثل هذه الظواهر، إذ لم يعتبر والرشتاين هذه الظواهر بمثابة هيمنة حقيقية. واجهت النظريات الكلاسيكية في الإمبريالية بدورها انتقادات عديدة نظرًا إلى مبالغتها في تقدير درجة انتصار الجهات المحتكرة على المنافسين الأصغر. تشير بعض نظريات الإمبريالية أيضًا إلى القدرة الكلية للمنافسين من النطاق الأصغر على انتزاع الأرباح الفائقة عبر التبادل غير المتكافئ. 

### العلاقة مع الاستعمارية والحروب
تُعد نظرية الإمبريالية أساس معظم النظريات الاشتراكية للحرب والعلاقات الدولية، إذ تُستخدم للجدال بأن النزاع والاستغلال الدولي غير قابل للزوال إلا من خلال الإطاحة الثورية أو التآكل التدريجي للأنظمة الطبقية وعلاقات الإنتاج الرأسمالية.
تنطوي النظريات الكلاسيكية للإمبريالية، بالإضافة إلى نظريات باران وسويزي، على دور الإمبريالية المؤدي إلى الحروب والتوسع الاستعماري من خلال طريقتين اثنتين. تتسبب أزمة قصور الاستهلاك التي تلوح في الأفق داخل الدول الرأسمالية في خلق ميل نحو الإنتاج المسرف والاستثمار المفرط. لا يمكن حل هاتين المشكلتين إلا من خلال الاستثمار في أشياء عديمة القيمة الاقتصادية، أو من خلال تصدير رأس المال المنتج إلى الخارج. نتيجة لذلك، تميل الدول الغربية نحو الاستثمار في إنشاء المجمع الصناعي العسكري الذي يمتلك القدرة على سحب درجة هائلة من الاستثمارات، ما يقود بدوره إلى سباقات التسلح بين الدول المتطورة، بالإضافة إلى زيادة احتمالية نشوب الحوادث الديبلوماسية الصغيرة وتحول المنافسة على الموارد والأراضي إلى حرب نشطة. تتنافس هذه الدول أيضًا على المناطق الاستعمارية من أجل إيجاد مناطق آمنة للصادرات الرأسمالية، التي تستلزم الحماية من القوى الأخرى من أجل تحقيق الأرباح.
تتمثل إحدى تفسيرات قصور الاستهلاك البديلة للاستعمار في استلزام الدول الرأسمالية المناطق الاستعمارية لاستخدامها كمناطق نفايات للسلع الاستهلاكية، على الرغم من وجود مشاكل تجريبية أكبر في وجهة النظر هذه. أخيرًا، يميل إنشاء المعسكر الإيديولوجي الاشتراكي – الإمبريالي مدفوعًا بالأرستقراطية العمالية إلى إزالة معارضة الطبقة العاملة للحروب، عادة من خلال المجادلة بأن الحرب مفيدة بطريقة ما للعمال أو الشعوب الأجنبية.
تتمثل إحدى وجهات النظر البديلة في اعتبار الميل نحو انخفاض معدل الربح بحد ذاته دافعًا كافيًا للحرب والاستعمار، إذ يؤدي التكوين العضوي المتنامي لرأس المال في الدول المتقدمة الرئيسية إلى أزمة في الربحية على المدى الطويل. يبرز هذا بدوره ضرورة غزو هذه الدول أو استعمارها للمناطق المتخلفة ذات التكوين العضوي المنخفض لرأس المال ما يعود بربحية أعلى.
مع ذلك، تنطوي إحدى التفسيرات الأخرى، التي تنتشر بشكل أكثر شيوعًا في نظريات التبادل غير المتكافئ والأنظمة العالمية، على استخدام الحروب والاستعمار كوسيلة لتأكيد قوة الدول المتقدمة الرئيسية، وتقسيم العالم إلى مناطق ذات نطاقات مختلفة من الأجور أو التنمية إلى جانب تعزيز الحدود بهدف الحد من حركة اليد العاملة أو التدفق الآمن للتجارة. يضمن هذا تمتع رأس المال بدرجة حركة أكبر من اليد العاملة، ما يسمح بدوره بتحقيق الأرباح الفائقة من خلال التبادل غير المتكافئ.